# Consolidação da memória
Consolidação da memória, sensu lato, é o processo pelo qual as memórias recentes (memória de curto prazo) são cristalizadas em memória de longo prazo. O termo "consolidação" é utilizado para se referir a diferentes níveis de organização: consolidação molecular e consolidação de rede.